# Srnín
Srnín (deutsch Sirnin) ist eine Gemeinde in Tschechien. Sie liegt fünf Kilometer nordöstlich von Český Krumlov und gehört zum Okres Český Krumlov. Die Katasterfläche beträgt 672 ha.

## Geographie
Der Ort befindet sich in 540 m ü. M. links des Moldautales am östlichen Fuße des Blanský les. Durch Srnín führt die Eisenbahnstrecke von České Budějovice nach Český Krumlov. Östlich erhebt sich der Granátnik (810 m), dahinter liegen der Bílý kámen (930 m) und der Kleť (1083 m).
Nachbarorte sind Nová Koruna und Zlatá Koruna im Nordosten, Rájov und Býlavka im Osten, Svachova Lhotka im Südosten, Přísečná im Süden, Český Krumlov und Vyšný im Südwesten, sowie Mokřady und Kokotín im Nordwesten.

### Gemeindegliederung
Für die Gemeinde Srnín sind keine Ortsteile ausgewiesen. Zu Srnín gehören die Weiler Kokotín (Kokotin) und Mokřady (Bräuerpaseken).

### Nachbargemeinden
|       | Holubov                                     |              |
| Kájov | Kompassrose, die auf Nachbargemeinden zeigt | Zlatá Koruna |
|       | Přísečná                                    |              |

## Geschichte
Die erste Nachricht über Srnyn stammt aus dem Jahre 1400.
Seit 2004 gehört die Gemeinde zur Mikroregion Podkletí. Im Dorf ist der Reitverein Stáj Papoušek ansässig.

## Sehenswürdigkeiten

Kapelle

- Kapelle
- Kleť mit Aussichtsturm
- Kloster Zlatá Koruna